# Naruto: Huyền thoại đá Gelel
Naruto: Huyền thoại đá Gelel (大激突!幻の地底遺跡だってばよ Daigekitotsu! Maboroshi no Chiteiiseki Dattebayo, lit. Great Clash! The Illusionary Ruins at the Depths of the Earth) là bộ phim thứ hai của bộ manga/anime nổi tiếng trên toàn thế giới Naruto, được sản xuất vào năm 2005 bởi đạo diễn Hirotsugu Kawasaki và kịch bản được viết bởi Kawasaki và Yuka Miyata. Bộ phim này đã được công chiếu tại rạp vào mùng 6 tháng 6 năm 2005. Khác với Ninja Clash in the Land of Snow, Legend of the Stone of Gelel lại không chiếu rộng rãi toàn quốc. Bộ phim này được phát trên Cartoon Network vào ngày 26 tháng 7, năm 2008 và phát hành dưới dạng đĩa DVD vào ngày 29 tháng 7 năm 2008. Phim này được công chiếu sau tập 160.
Bộ phim được lấy cảm hứng từ nhiều truyền thuyết, tiểu thuyết, di tích lịch sử như truyện Dracula của Bram Stoker và thành phố Paititi, nơi lưu dấu những tàn tích cuối cùng của dân tộc Inca lưu vong sau cuộc tấn công bành trướng liên tục của người Tây Ban Nha. Những cảm hứng này được thể hiện rất rõ qua các nhân vật trong phim.

## Nội dung
Câu chuyện mở đầu với trận chiến tại một bãi biển hoang vắng vào ban đêm giữa ninja làng Cát và những tên khổng lồ mặc chiếc áo giáp nâu. Những ninja làng Cát đang hoàn toàn bị thất thế trước những tên to lớn này. Đúng lúc đó Gaara và Kankuro xuất hiện để bảo vệ họ. Do lá chắn cát của Gaara quá mạnh nên những tên to lớn kia buộc phải rút lui. Họ nhìn thấy những tên ấy chạy ra một con tàu chiến giữa biển. 2 ninja quyết chèo thuyền ra để tìm hiểu rõ về con tàu ấy, mặc cho người khác khuyên ngăn, khi bóng họ và tàu khuất dần, tất cả chỉ nghe thấy tiếng kêu thất thanh và không thấy họ quay lại nữa.
Tại khu rừng hoang vắng nọ, Naruto cùng Sakura và Shikamaru bắt con vật bị lạc để trả về đúng chỗ của nó. Thế nhưng sau khi bắt được con vật đó, cả ba bị tấn công bởi chính đoàn quân khổng lồ với áo giáp nâu đó. Trong lúc ấy, Naruto phát hiện ra người dẫn đầu nhóm quân này là Temujin với mái tóc vàng dài bộ áo giáp kín mắt màu ghi, Naruto đã tấn công cậu nhưng các 
nhẫn thuật cậu dùng đều bị anh chàng kia tránh hoặc đỡ được. Một trong số những tên đó đã giữ Sakura làm con tin, cô lại may mắn vì Shikamaru đã dùng bóng mình để thoát cho cô. Còn Naruto và chàng kị sĩ kia do mải chiến đấu đã bị rơi xuống vực sâu thẳm. Trong lúc đó, còn tàu chiến mà Shikamaru trông thấy cũng đã biến mất.
Khi Naruto tỉnh dậy, cậu thấy toàn thân mình đều bị băng bó và rất khó cử động được. Cậu thấy mình đang ở trong lều dựng tạm của một đoàn lữ hành mà người dẫn đầu là ông lão Kahiko và Emina. Naruto cũng đã trông thấy Temujin (anh chàng kị sĩ tấn công Naruto lúc trước) nằm ngay cạnh mình và cơ thể trong tình trạng tương tự. Nerugui (con vật mà Naruto bắt được) có vẻ quấn quýt bên Temujin. Đoàn lữ hành lại tiếp tục hành trình đi vô phương hướng của mình.
Cùng lúc ấy, Sakura và Shikamaru chia nhau để tìm xác Naruto vì ngỡ cậu đã chết rồi. Shikamaru đã đột nhập vào một pháo đài và rất sửng sốt khi trông thấy một căn phòng thí nghiệm với những bé trai ở trong quả bóng thủy tinh trong suốt. Hai người phụ nữ với bộ giáp giống Temujin vào trong và nói chuyện và hòn đá Gelel, họ rất muốn có nó. Nhưng một người trong số đó phát hiện có kẻ đột nhập nên đã vội vàng bỏ đi cùng người kia.
Lúc này bộ phim mới xoay quanh đúng chủ đề của nhan đề - hòn đá Gelel, thứ mà có một sức mạnh thuần khiết rất lớn. Chỉ có một phe người mới có đủ khả năng điều khiển sức mạnh của nó, và họ đã từng làm điều này. Không may là họ đã bị tiêu diệt bởi lý chí của hòn đá thần bí này.
Naruto đi theo Temujin và biết được rằng cậu đang làm việc cho một ông chủ với vẻ ngoài nhân hậu - ngài Haido, nhóm người này cũng đang tìm kiếm hòn đá Gelel và thu thập các tin tức mới về hòn đá này để dễ dàng tìm kiếm với một mục đích tạo nên một 'utopia', một thế giới không có chiến tranh và các cuộc đấu tranh. Nhưng ông chỉ nói rằng đó là nhóm người hiến dâng mình cho những điều tốt. Naruto thực sự tin tưởng ở Haido lúc này.
Temujin và Naruto lại tiếp tục đi tới một nơi đã bị tàn phá nặng nề, chỉ còn là đống đổ nát. Naruto và Temujin được hộ tống bởi hai cô gái Ranke và Fugai. Tới nơi, hai cô đã bị Kankuro và Gaara chờ đợi để tấn công. Còn Naruto lại bị Temujin tấn công lại và cậu vẫn còn ngơ ngác không hiểu chuyện gì đang xảy ra tại đây. Trong lúc Ranke làm Kankuro choáng váng bởi ảo giác thì một cô gái khác tên Kamina thay thế vào. Ranke đã bị Gaara giết chết, Kamina đã nhanh chân chạy thoát. Đoàn lữ hành mà Naruto lúc trước đi theo đã bị phá tan bởi Kamina và ông già suýt bị cô giết chết vì không tiết lộ bí mật của hòn đá Gelel. Lúc ấy Sakura và Shikamaru đã kịp đuổi cô đi.
Temujin đã nhanh chóng biết được ông Kahiko đã có đầy đủ những bí mật của hòn đá Gelel. Khi anh cố để chộp lấy Kahiko, anh đã bị bóng của Shikamaru khống chế. Khi ở trong hang, Shikamaru đã chất vẫn anh vài câu hỏi, nhưng Temujin đã tự cởi trói cho mình và bắt Kahiko cùng với đứa trẻ trong đoàn. Temujin đã chạy thoát ra khỏi hang, và Naruto cùng Sakura và Shikamaru đã đưổi theo để nhằm tránh đứa trẻ kia chỉ đường cho cả hai. Sau khi đã tới nơi, Temujin đã thoát cho đứa bé trở về hang.
Haido đã có một mảnh của hoàn đá Gelel ở trên tay của mình và tấn công Kahiko. Temujin cũng đã rất tức giận khi biết được điều này. Haido đã giải thích rằng y đã từng giết chết cả gia đình của Temujin. Trong đêm bị thẩm vấn trước đó, Kahiko đã tiết lộ rằng cậu chính là người mang dòng máu chánh trưởng huyết thống của một dân tộc anh hùng, những người khai phá Gelel và gắn chặt sự tồn vong của đất nước với nó. Sau đó Haido đã dùng hòn đá đó tấn công Temujin và tự hủy hoại hòn đá Gelel. Naruto đã nhận ra mặt xấu của Haido và quyết chống trả lại y.
Cùng lúc ấy, Shikamaru đã cùng hợp lực với Kankuro để giết Kamina, còn Sakura cũng đã giết được Fugai nhờ làm đổ những chiếc chuông gió khổng lồ.
Naruto đã gắng chống trả Haido nhưng không có tác dụng gì. Cậu đã thuyết phục Temujin cùng chống lại y. Khi anh đã giúp Naruto tạo ra một Rasengan nữa (một từ hòn đá Gelel và một từ ảnh phân thân của Naruto), cuối cùng cũng đã đánh bại hoàn toàn được y, cùng Kahiko thoát ra nhưng đã quá muộn vì tâm của hòn đá đã lên đến đỉnh điểm nhấn chìm mọi thứ. Temujin đã tình nguyện giải thoát cho hòn đá này nhưng Naruto không đồng ý vì anh sẽ mất mạng khi làm việc liều lĩnh này, anh đã đánh thẳng gáy Naruto làm cậu ngất xỉu và giao phó cậu cho ông Kahiko. Temujin quyết định hi sinh vì mọi người với chính dòng máu chánh trưởng của mình, vì chỉ có những người mang dòng máu chánh trưởng mới có thể phong ấn hòn đá vĩnh viễn.
Còn Sakura và Shikamaru cùng Kankuro giải thoát cho những đứa trẻ trong phòng thí nghiệm và chúng đều ổn cả. Temujin được Naruto cứu thoát khỏi cái chết. Khi Temujin tỉnh lại, cậu thấy Naruto đang nằm ngủ bên cạnh, tay vẫn nắm tay của Temujin.
Cuối cùng Temujin buộc phải đi xa và sẽ không trở lại đây gặp ông Kahiko nữa, ông rất buồn vì chuyện này. Mọi người đã tiễn đoàn tàu của Temujin và Naruto đã nắm tay chặt, muốn nói rằng đừng bao giờ từ bỏ điều gì cả.

## Diễn viên lồng tiếng
| Nhân vật                   | Tiếng Nhật       | Tiếng Anh          | Tiếng Việt   |
| -------------------------- | ---------------- | ------------------ | ------------ |
| Naruto Uzumaki             | Junko Takeuchi   | Maile Flanagan     | Kim Anh      |
| Sakura Haruno              | Chie Nakamura    | Kate Higgins       | Kim Ngọc     |
| Shikamaru Nara             | Shotaro Morikubo | Tom Gibis          | Quang Tuyên  |
| Gaara                      | Akira Ishida     | Liam O'Brien       | Thiện Trung  |
| Kankuro                    | Yasuyuki Kase    | Michael Lindsay    | Hoàng Khuyết |
| Temujin                    | Gamon Kaai       | Roger Craig Smith  | Minh Vũ      |
| Kamina                     | Sachiko Kojima   | Jennifer Hale      | Ái Phương    |
| Ranke                      | Houko Kuwashima  | Megan Hollingshead | Hoài Thương  |
| Kahiko                     | Nachi Nozawa     | Kyle Hebert        | Hạnh Phúc    |
| Fugai                      | Urara Takano     | Kari Wahlgren      | Quỳnh Giao   |
| Haido                      | Akio Nojima      | Douglas Rye        | Tất My Ly    |
| Emina                      | Tomoka Kurokawa  | Michelle Ruff      | Thanh Lộc    |
| Temujin's Childhood Friend | Takako Honda     | Mona Marshall      | Nhất Duy     |

- Cùng với sự góp mặt của Steven Blum, Crispin Freeman, Sam Riegel, và Keith Silverstein

## Phim khác
- Naruto: Cuộc chiến ở Tuyết Quốc
- Naruto: Những lính gác của Nguyệt Quốc
- Naruto Shippūden: Cái kết tiên đoán
- Naruto Shippūden: Nhiệm vụ bí mật
- Naruto Shippūden: Người kế thừa ngọn lửa ý chí